# Torneos ATP en 1993
Aquí se reflejan todos los torneos de la ATP disputados durante la temporada tenística de 1993. Aparecen ordenados según su categoría, y en orden de disputa, figurando a su vez el tenista ganador del torneo y el progreso de los jugadores en cada torneo a partir de los cuartos de final. Además se indica para cada torneo el importe económico para premios, la superficie en la que se juega y el número de tenistas participantes.

## Calendario

### Claves
| Grand Slam                          |
| ATP Tour World Championships        |
| ATP Championship Series, una semana |
| ATP Championship Series             |
| Series Mundiales                    |
| Torneos por equipos                 |

### Enero
| Semana                  | Torneo                                                                                            | Campeones                                        | Finalistas                       | Semifinalistas                  | Cuartos de final                                                          |
| ----------------------- | ------------------------------------------------------------------------------------------------- | ------------------------------------------------ | -------------------------------- | ------------------------------- | ------------------------------------------------------------------------- |
| 4 de enero              | Copa Hopman Perth, Australia Campeonato Mixto por equipos ITF Dura – 8 equipos                    | Alemania · 2–1                                   | España                           | Francia · República Checa       | Ucrania · Estados Unidos · Suiza · Australia                              |
| 4 de enero              | Campeonato Australiano Masculino de Pista Dura Adelaida, Australia Series Mundiales 157,500$ Dura | Nicklas Kulti 3–6, 7–5, 6–4                      | Christian Bergström              | Jonathan Stark Richard Fromberg | Alex O'Brien Alexander Volkov Cédric Pioline John Fitzgerald              |
| 4 de enero              | Campeonato Australiano Masculino de Pista Dura Adelaida, Australia Series Mundiales 157,500$ Dura | Todd Woodbridge Mark Woodforde 6–4, 7–5          | John Fitzgerald Laurie Warder    | Jonathan Stark Richard Fromberg | Alex O'Brien Alexander Volkov Cédric Pioline John Fitzgerald              |
| 4 de enero              | Abierto de Qatar Doha, Catar Series Mundiales 450,000$ Dura                                       | Boris Becker 7–6(7–4), 4–6, 7–5                  | Goran Ivanišević                 | Stefan Edberg Andrei Cherkasov  | Gianluca Pozzi Javier Sánchez Vicario Marcos Aurelio Gorriz Patrik Kühnen |
| 4 de enero              | Abierto de Qatar Doha, Catar Series Mundiales 450,000$ Dura                                       | Boris Becker Patrik Kühnen 6–2, 6–4              | Shelby Cannon Scott Melville     | Stefan Edberg Andrei Cherkasov  | Gianluca Pozzi Javier Sánchez Vicario Marcos Aurelio Gorriz Patrik Kühnen |
| 4 de enero              | Salem Open Kuala Lumpur Kuala Lumpur, Malasia Series Mundiales 275,000$ Dura                      | Richey Reneberg 6–3, 6–1                         | Olivier Delaître                 | Chris Pridham Paul Haarhuis     | Ronald Agénor Fabrice Santoro David Prinosil Lars Jonsson                 |
| 4 de enero              | Salem Open Kuala Lumpur Kuala Lumpur, Malasia Series Mundiales 275,000$ Dura                      | Jacco Eltingh Paul Haarhuis 7–5, 6–3             | Henrik Holm Bent-Ove Pedersen    | Chris Pridham Paul Haarhuis     | Ronald Agénor Fabrice Santoro David Prinosil Lars Jonsson                 |
| 11 de enero             | Benson and Hedges Open Auckland, Nueva Zelanda Series Mundiales 157,500$ Dura                     | Alexander Volkov 7–6(7–2), 6–4                   | MaliVai Washington               | Luiz Mattar Jaime Yzaga         | Jamie Morgan Chuck Adams Kelly Evernden Brett Steven                      |
| 11 de enero             | Benson and Hedges Open Auckland, Nueva Zelanda Series Mundiales 157,500$ Dura                     | Grant Connell Patrick Galbraith 6–3, 7–6         | Alex Antonitsch Alexander Volkov | Luiz Mattar Jaime Yzaga         | Jamie Morgan Chuck Adams Kelly Evernden Brett Steven                      |
| 11 de enero             | Sydney Outdoors Sídney, Australia Series Mundiales 275,000$ Dura                                  | Pete Sampras 7–6(9–7), 6–1                       | Thomas Muster                    | Amos Mansdorf Omar Camporese    | Nicklas Kulti David Wheaton Wayne Ferreira Jonas Svensson                 |
| 11 de enero             | Sydney Outdoors Sídney, Australia Series Mundiales 275,000$ Dura                                  | Sandon Stolle Jason Stoltenberg 6–3, 6–4         | Luke Jensen Murphy Jensen        | Amos Mansdorf Omar Camporese    | Nicklas Kulti David Wheaton Wayne Ferreira Jonas Svensson                 |
| 11 de enero             | Abierto de Indonesia Jakarta, Indonesia Series Mundiales 275,000$ Dura                            | Michael Chang 2–6, 6–2, 6–1                      | Carl-Uwe Steeb                   | Jacco Eltingh Paul Haarhuis     | Rodolphe Gilbert Fabrice Santoro Richey Reneberg David Prinosil           |
| 11 de enero             | Abierto de Indonesia Jakarta, Indonesia Series Mundiales 275,000$ Dura                            | Diego Nargiso Guillaume Raoux 7–6, 6–7, 6–3      | Jacco Eltingh Paul Haarhuis      | Jacco Eltingh Paul Haarhuis     | Rodolphe Gilbert Fabrice Santoro Richey Reneberg David Prinosil           |
| 18 de enero 31 de enero | Abierto de Australia Melbourne, Australia Grand Slam 1,942,170$ Dura                              | Jim Courier 6–2, 6–1, 2–6, 7–5                   | Stefan Edberg                    | Michael Stich Pete Sampras      | Petr Korda Guy Forget Brett Steven Christian Bergström                    |
| 18 de enero 31 de enero | Abierto de Australia Melbourne, Australia Grand Slam 1,942,170$ Dura                              | Danie Visser Laurie Warder 6–4, 3–6, 6–4         | John Fitzgerald Anders Järryd    | Michael Stich Pete Sampras      | Petr Korda Guy Forget Brett Steven Christian Bergström                    |
| 18 de enero 31 de enero | Abierto de Australia Melbourne, Australia Grand Slam 1,942,170$ Dura                              | Arantxa Sánchez Vicario Todd Woodbridge 7–5, 6–4 | Zina Garrison-Jackson Rick Leach | Michael Stich Pete Sampras      | Petr Korda Guy Forget Brett Steven Christian Bergström                    |

### Febrero
| Semana        | Torneo                                                                                          | Campeones                                    | Finalistas                      | Semifinalistas                     | Cuartos de final                                                        |
| ------------- | ----------------------------------------------------------------------------------------------- | -------------------------------------------- | ------------------------------- | ---------------------------------- | ----------------------------------------------------------------------- |
| 1 de febrero  | Torneo de Dubái Dubái, Emiratos Árabes Unidos Series Mundiales ATP 1,000,000$ Dura              | Karel Nováček 6–4, 7–5                       | Fabrice Santoro                 | Jeremy Bates Thomas Muster         | Alexander Volkov Carl-Uwe Steeb Andrei Cherkasov Slava Doseděl          |
| 1 de febrero  | Torneo de Dubái Dubái, Emiratos Árabes Unidos Series Mundiales ATP 1,000,000$ Dura              | John Fitzgerald Anders Järryd 6–2, 6–1       | Grant Connell Patrick Galbraith | Jeremy Bates Thomas Muster         | Alexander Volkov Carl-Uwe Steeb Andrei Cherkasov Slava Doseděl          |
| 1 de febrero  | Open 13 Marsella, Francia Series Mundiales ATP 500,000$ Dura                                    | Marc Rosset 6–2, 7–6(7–1)                    | Jan Siemerink                   | Henrik Holm Jakob Hlasek           | Gianluca Pozzi Arnaud Boetsch Rodolphe Gilbert Sergi Bruguera           |
| 1 de febrero  | Open 13 Marsella, Francia Series Mundiales ATP 500,000$ Dura                                    | Arnaud Boetsch Olivier Delaître 6–3, 7–6     | Ivan Lendl Christo van Rensburg | Henrik Holm Jakob Hlasek           | Gianluca Pozzi Arnaud Boetsch Rodolphe Gilbert Sergi Bruguera           |
| 1 de febrero  | Volvo Tennis San Francisco San Francisco, EE. UU. Series Mundiales ATP 275,000$ Dura            | Andre Agassi 6–2, 6–7(4–7), 6–2              | Brad Gilbert                    | Jeff Tarango Jimmy Connors         | Marcos Ondruska Jaime Oncins Chuck Adams Richey Reneberg                |
| 1 de febrero  | Volvo Tennis San Francisco San Francisco, EE. UU. Series Mundiales ATP 275,000$ Dura            | Scott Davis Jacco Eltingh 6–1, 4–6, 7–5      | Patrick McEnroe Jonathan Stark  | Jeff Tarango Jimmy Connors         | Marcos Ondruska Jaime Oncins Chuck Adams Richey Reneberg                |
| 8 de febrero  | Muratti Time Indoor Milán, Italia ATP Championship Series 675,000$ Moqueta                      | Boris Becker 6–3, 6–3                        | Sergi Bruguera                  | Petr Korda Wally Masur             | Omar Camporese Magnus Larsson Arnaud Boetsch Michael Stich              |
| 8 de febrero  | Muratti Time Indoor Milán, Italia ATP Championship Series 675,000$ Moqueta                      | Mark Kratzmann Wally Masur 4–6, 6–3, 6–4     | Tom Nijssen Cyril Suk           | Petr Korda Wally Masur             | Omar Camporese Magnus Larsson Arnaud Boetsch Michael Stich              |
| 8 de febrero  | Kroger St. Jude International Memphis, Tennessee, EE. UU. ATP Championship Series 655,000$ Dura | Jim Courier 5–7, 7–6(7–4), 7–6(7–4)          | Todd Martin                     | Amos Mansdorf Michael Chang        | Jonathan Stark Dave Randall Andre Agassi Andrei Chesnokov               |
| 8 de febrero  | Kroger St. Jude International Memphis, Tennessee, EE. UU. ATP Championship Series 655,000$ Dura | Todd Woodbridge Mark Woodforde 6–4, 4–6, 6–3 | Jacco Eltingh Paul Haarhuis     | Amos Mansdorf Michael Chang        | Jonathan Stark Dave Randall Andre Agassi Andrei Chesnokov               |
| 15 de febrero | Eurocard Open Stuttgart, Alemania ATP Championship Series 2,125,000$ Moqueta                    | Michael Stich 4–6, 7–5 7–6(7–4), 3–6, 7–5    | Richard Krajicek                | Boris Becker Wally Masur           | Wayne Ferreira Andrei Medvedev Cédric Pioline Petr Korda                |
| 15 de febrero | Eurocard Open Stuttgart, Alemania ATP Championship Series 2,125,000$ Moqueta                    | Mark Kratzmann Wally Masur 6–3, 7–6          | Steve DeVries David Macpherson  | Boris Becker Wally Masur           | Wayne Ferreira Andrei Medvedev Cédric Pioline Petr Korda                |
| 15 de febrero | Comcast U.S. Indoor Filadelfia, EE. UU. ATP Championship Series 575,000$ Dura                   | Mark Woodforde 5-4 RET                       | Ivan Lendl                      | Derrick Rostagno Pete Sampras      | Amos Mansdorf Michael Chang MaliVai Washington Richey Reneberg          |
| 15 de febrero | Comcast U.S. Indoor Filadelfia, EE. UU. ATP Championship Series 575,000$ Dura                   | Jim Grabb Richey Reneberg 6–7, 6–3, 6–0      | Marcos Ondruska Brad Pearce     | Derrick Rostagno Pete Sampras      | Amos Mansdorf Michael Chang MaliVai Washington Richey Reneberg          |
| 22 de febrero | Torneo Mundial ABN AMRO Rotterdam, Países Bajos Series Mundiales 575,000$ Moqueta               | Anders Järryd 6–3, 7–5                       | Karel Nováček                   | Diego Nargiso Alexander Volkov     | Kenneth Carlsen Omar Camporese Goran Prpić Goran Ivanišević             |
| 22 de febrero | Torneo Mundial ABN AMRO Rotterdam, Países Bajos Series Mundiales 575,000$ Moqueta               | Henrik Holm Anders Järryd 6–4, 7–6           | David Adams Andrei Olhovskiy    | Diego Nargiso Alexander Volkov     | Kenneth Carlsen Omar Camporese Goran Prpić Goran Ivanišević             |
| 22 de febrero | Nuveen Championships Scottsdale, Estados Unidos Series Mundiales ATP 275,000$ Tierra batida     | Andre Agassi 6–2, 3–6, 6–3                   | Marcos Ondruska                 | Andrei Chesnokov Mark Woodforde    | Derrick Rostagno Brad Gilbert MaliVai Washington Emilio Sánchez Vicario |
| 22 de febrero | Nuveen Championships Scottsdale, Estados Unidos Series Mundiales ATP 275,000$ Tierra batida     | Mark Keil Dave Randall 7–5, 6–4              | Luke Jensen Sandon Stolle       | Andrei Chesnokov Mark Woodforde    | Derrick Rostagno Brad Gilbert MaliVai Washington Emilio Sánchez Vicario |
| 22 de febrero | Abierto Mexicano Mexico D.F., México Series Mundiales 275,000$ Tierra batida                    | Thomas Muster 6–2, 6–4                       | Carlos Costa                    | Francisco Montana Oliver Fernandez | Jeff Tarango Leonardo Lavalle Alberto Berasategui Horst Skoff           |
| 22 de febrero | Abierto Mexicano Mexico D.F., México Series Mundiales 275,000$ Tierra batida                    | Leonardo Lavalle Jaime Oncins 7–6, 6–4       | Horacio de la Peña Jorge Lozano | Francisco Montana Oliver Fernandez | Jeff Tarango Leonardo Lavalle Alberto Berasategui Horst Skoff           |

### Marzo
| Semana      | Torneo | Campeones | Finalistas                                                                              | Semifinalistas                           | Cuartos de final                                              |
| ----------- | --- | --- | --------------------------------------------------------------------------------------- | ---------------------------------------- | ------------------------------------------------------------- |
| 1 de marzo  | Indian Wells Masters Indian Wells, Estados Unidos ATP Championship Series de una semana 1,400,000$ Dura | Jim Courier 6–3, 6–3, 6–1 | Wayne Ferreira                                                                          | Michael Chang Alexander Volkov           | Marc Rosset Petr Korda Alberto Mancini Fabrice Santoro        |
| 1 de marzo  | Indian Wells Masters Indian Wells, Estados Unidos ATP Championship Series de una semana 1,400,000$ Dura | Guy Forget Henri Leconte 4–6, 6–2, 7–6                                                                                              | Luke Jensen Scott Melville                                                              | Michael Chang Alexander Volkov           | Marc Rosset Petr Korda Alberto Mancini Fabrice Santoro        |
| 1 de marzo  | Torneo de Copenhague Copenhague Series Mundiales ATP 175,000$ Moqueta | Andrei Olhovskiy 7–5, 3–6, 6–2 | Nicklas Kulti                                                                           | Brett Steven Magnus Larsson              | David Prinosil Goran Prpić Amos Mansdorf Guillaume Raoux      |
| 1 de marzo  | Torneo de Copenhague Copenhague Series Mundiales ATP 175,000$ Moqueta | David Adams Andrei Olhovskiy 6–3, 3–6, 6–3                                                                                          | Martin Damm Daniel Vacek                                                                | Brett Steven Magnus Larsson              | David Prinosil Goran Prpić Amos Mansdorf Guillaume Raoux      |
| 8 de marzo  | Internacional de Zaragoza Zaragoza, España Series Mundiales 175,000$ Moqueta | Karel Nováček 3–6, 6–2, 6–1 | Jonas Svensson                                                                          | Anders Järryd Markus Zoecke              | Francisco Roig Marc-Kevin Goellner Martin Damm Arne Thoms     |
| 8 de marzo  | Internacional de Zaragoza Zaragoza, España Series Mundiales 175,000$ Moqueta | Martin Damm Karel Nováček 2–6, 6–4, 7–5                                                                                             | Mike Bauer David Rikl                                                                   | Anders Järryd Markus Zoecke              | Francisco Roig Marc-Kevin Goellner Martin Damm Arne Thoms     |
| 8 de marzo  | Lipton Championships Cayo Vizcaíno, Estados Unidos ATP Championship Series de una semana 1,400,000$ Dura | Pete Sampras 6–3, 6–2 | MaliVai Washington                                                                      | Marcos Ondruska Petr Korda               | Mark Woodforde Patrick McEnroe Stefan Edberg Richard Krajicek |
| 8 de marzo  | Lipton Championships Cayo Vizcaíno, Estados Unidos ATP Championship Series de una semana 1,400,000$ Dura | Richard Krajicek Jan Siemerink 6–2, 6–4                                                                                             | Patrick McEnroe Jonathan Stark                                                          | Marcos Ondruska Petr Korda               | Mark Woodforde Patrick McEnroe Stefan Edberg Richard Krajicek |
| 14 de marzo | Gran Premio Hassan II Casablanca, Marruecos Series Mundiales ATP 175,000$ Tierra Batida | Guillermo Pérez Roldán 6–4, 6–3 | Younes El Aynaoui                                                                       | Gilbert Schaller Horst Skoff             | Martin Střelba Alberto Berasategui Bart Wuyts Franco Davín    |
| 14 de marzo | Gran Premio Hassan II Casablanca, Marruecos Series Mundiales ATP 175,000$ Tierra Batida | Mike Bauer Piet Norval 7–5, 7–6 | Ģirts Dzelde Goran Prpić                                                                | Gilbert Schaller Horst Skoff             | Martin Střelba Alberto Berasategui Bart Wuyts Franco Davín    |
| 21 de marzo | Prmera ronda de Copa Davis Melbourne, Australia - Hierba Modena, Italia - Moqueta Viena, Austria - Tierra batida Calcutta, India - Hierba Barcelona, España - Tierra batida Kalmar, Suecia - Moqueta Aarhus, Dinamarca - Moqueta Moscú, Rusia - Moqueta | Ganadores Australia 4–1 · Italia 4–1 · Francia 4–1 · India 3-2 · Países Bajos 3–2 · Suecia 5-0 · República Checa 4–1 · Alemania 4–1 | Perdedores Estados Unidos · Brasil · Austria · Suiza · España · Cuba · Dinamarca · 1991 |                                          |                                                               |
| 29 de marzo | Abierto de Salem de Osaka Osaka, Japón Series Mundiales 475,000$ Dura | Michael Chang 6–4, 6–4 | Amos Mansdorf                                                                           | Jim Courier Stephane Simian              | Guillaume Raoux Jim Grabb Shuzo Matsuoka Greg Rusedski        |
| 29 de marzo | Abierto de Salem de Osaka Osaka, Japón Series Mundiales 475,000$ Dura | Mark Keil Christo van Rensburg 7–6, 6–3                                                                                             | Glenn Michibata David Pate                                                              | Jim Courier Stephane Simian              | Guillaume Raoux Jim Grabb Shuzo Matsuoka Greg Rusedski        |
| 29 de marzo | Torneo de Estoril Oeiras, Portugal Series Mundiales ATP 500,000$ Tierra Batida | Andrei Medvedev 6–4, 6–2 | Karel Nováček                                                                           | Magnus Gustafsson Emilio Sánchez Vicario | Jonas Svensson Magnus Larsson Sergi Bruguera Renzo Furlan     |
| 29 de marzo | Torneo de Estoril Oeiras, Portugal Series Mundiales ATP 500,000$ Tierra Batida | David Adams Andrei Olhovskiy 6–3, 7–5                                                                                               | Menno Oosting Udo Riglewski                                                             | Magnus Gustafsson Emilio Sánchez Vicario | Jonas Svensson Magnus Larsson Sergi Bruguera Renzo Furlan     |
| 29 de marzo | Abierto de Suráfrica Durban, Suráfrica Series Mundiales 275,000$ Dura | Aaron Krickstein 6–3, 7–6(9–7) | Grant Stafford                                                                          | Wayne Ferreira Alexander Volkov          | Jörn Renzenbrink Robbie Weiss Alex Reichel Lars Jonsson       |
| 29 de marzo | Abierto de Suráfrica Durban, Suráfrica Series Mundiales 275,000$ Dura | Lan Bale Byron Black 7–6, 6–2 | Johan de Beer Marcos Ondruska                                                           | Wayne Ferreira Alexander Volkov          | Jörn Renzenbrink Robbie Weiss Alex Reichel Lars Jonsson       |

### Abril
| Semana      | Torneo | Campeones                               | Finalistas                          | Semifinalistas                         | Cuartos de final                                                      |
| ----------- | --- | --------------------------------------- | ----------------------------------- | -------------------------------------- | --------------------------------------------------------------------- |
| 5 de abril  | Torneo Godó Barcelona, España Championship Series 750,000$ Tierra Batida                                             | Andrei Medvedev 6–7(7–9), 6–3, 7–5, 6–4 | Sergi Bruguera                      | Magnus Gustafsson Thomas Muster        | Andre Agassi Yevgeny Kafelnikov Richard Krajicek Ivan Lendl           |
| 5 de abril  | Torneo Godó Barcelona, España Championship Series 750,000$ Tierra Batida                                             | Shelby Cannon Scott Melville 6–3, 7–5   | Sergio Casal Emilio Sánchez Vicario | Magnus Gustafsson Thomas Muster        | Andre Agassi Yevgeny Kafelnikov Richard Krajicek Ivan Lendl           |
| 5 de abril  | Abierto de Japón Toquio, Japón ATP Championship Series 915,000$ Dura                                                 | Pete Sampras 6–2, 6–2, 6–2              | Brad Gilbert                        | Henrik Holm Wally Masur                | Jonathan Stark Neil Borwick Todd Woodbridge David Wheaton             |
| 5 de abril  | Abierto de Japón Toquio, Japón ATP Championship Series 915,000$ Dura                                                 | Ken Flach Rick Leach 6–4, 7–5           | Glenn Michibata David Pate          | Henrik Holm Wally Masur                | Jonathan Stark Neil Borwick Todd Woodbridge David Wheaton             |
| 12 de abril | Abierto de Salem Hong Kong Series Mundiales 275,000$                                                                 | Pete Sampras 6–3, 6–7(1–7), 7–6(7–2)    | Jim Courier                         | Michael Chang Amos Mansdorf            | Patrick McEnroe Kenneth Carlsen Brett Steven David Wheaton            |
| 12 de abril | Abierto de Salem Hong Kong Series Mundiales 275,000$                                                                 | David Wheaton Todd Woodbridge 6–1, 6–3  | Sandon Stolle Jason Stoltenberg     | Michael Chang Amos Mansdorf            | Patrick McEnroe Kenneth Carlsen Brett Steven David Wheaton            |
| 12 de abril | Philips Open Niza, Francia Series Mundiales 275,000$ Tierra Batida                                                   | Marc-Kevin Goellner 1–6, 6–4, 6–2       | Ivan Lendl                          | Stefan Edberg Fabrice Santoro          | Javier Sánchez Vicario Guillermo Pérez Roldán Petr Korda Franco Davín |
| 12 de abril | Philips Open Niza, Francia Series Mundiales 275,000$ Tierra Batida                                                   | David Macpherson Laurie Warder 3-4 RET  | Shelby Cannon Scott Melville        | Stefan Edberg Fabrice Santoro          | Javier Sánchez Vicario Guillermo Pérez Roldán Petr Korda Franco Davín |
| 12 de abril | U.S. Men's Clay Court Championships Charlotte (Carolina del Norte), US Series Mndiales 275,000$ Tierra batida        | Horacio de la Peña 3–6, 6–3, 6–4        | Jaime Yzaga                         | Claudio Mezzadri Todd Martin           | Jacco Eltingh Derrick Rostagno Bryan Shelton Mikael Pernfors          |
| 12 de abril | U.S. Men's Clay Court Championships Charlotte (Carolina del Norte), US Series Mndiales 275,000$ Tierra batida        | Rikard Bergh Trevor Kronemann 6–1, 6–2  | Javier Frana Leonardo Lavalle       | Claudio Mezzadri Todd Martin           | Jacco Eltingh Derrick Rostagno Bryan Shelton Mikael Pernfors          |
| 19 de abril | Masters de Monte Carlo Roquebrune-Cap-Martin, Francia ATP Championship Series de una semana 1,400,000$ Tierra Batida | Sergi Bruguera 7–6(7–2), 6–0            | Cédric Pioline                      | Stefan Edberg Thomas Muster            | Andrei Medvedev Jonas Svensson Carlos Costa Àlex Corretja             |
| 19 de abril | Masters de Monte Carlo Roquebrune-Cap-Martin, Francia ATP Championship Series de una semana 1,400,000$ Tierra Batida | Stefan Edberg Petr Korda 6–2, 2–6, 7–5  | Paul Haarhuis Mark Koevermans       | Stefan Edberg Thomas Muster            | Andrei Medvedev Jonas Svensson Carlos Costa Àlex Corretja             |
| 19 de abril | Abierto de Seúl Seúl, Corea del Sur Series Mundiales 175,000$ Dura                                                   | Chuck Adams 6–4, 6–4                    | Todd Woodbridge                     | Markus Zoecke Christo van Rensburg     | Alex Antonitsch Shuzo Matsuoka Michiel Schapers Stephane Simian       |
| 19 de abril | Abierto de Seúl Seúl, Corea del Sur Series Mundiales 175,000$ Dura                                                   | Jan Apell Peter Nyborg 5–7, 7–6, 6–2    | Neil Broad Gary Muller              | Markus Zoecke Christo van Rensburg     | Alex Antonitsch Shuzo Matsuoka Michiel Schapers Stephane Simian       |
| 26 de abril | BMW Open Múnich, Alemania Series Mundiales ATP 275 000$ Tierra Batida                                                | Ivan Lendl 7–6(7–2) 6–3                 | Michael Stich                       | José Francisco Altur Cédric Pioline    | Arnaud Boetsch Karel Nováček Nicklas Kulti Gérard Solvès              |
| 26 de abril | BMW Open Múnich, Alemania Series Mundiales ATP 275 000$ Tierra Batida                                                | Martin Damm Henrik Holm 6–0, 3–6, 7–5   | Karel Nováček Carl-Uwe Steeb        | José Francisco Altur Cédric Pioline    | Arnaud Boetsch Karel Nováček Nicklas Kulti Gérard Solvès              |
| 26 de abril | AT&T Challenge Orlando, EE. UU. Series Mundiales ATP 275,000$ Tierra batida                                          | Jacco Eltingh 7–6(7–1), 6–2             | Bryan Shelton                       | Pete Sampras Jared Palmer              | Richard Fromberg Roberto Azar Alberto Berasategui Andrés Gómez        |
| 26 de abril | AT&T Challenge Orlando, EE. UU. Series Mundiales ATP 275,000$ Tierra batida                                          | Paul Annacone Richey Reneberg 6–4, 7–6  | Todd Martin Jared Palmer            | Pete Sampras Jared Palmer              | Richard Fromberg Roberto Azar Alberto Berasategui Andrés Gómez        |
| 26 de abril | Trofeo Villa de Madrid Madrid, España Series Mundiales 775,000$ Tierra batida                                        | Stefan Edberg 6–3, 6–3, 6–2             | Sergi Bruguera                      | Emilio Sánchez Vicario Tomás Carbonell | Àlex Corretja Carlos Costa Jordi Burillo Franco Davín                 |
| 26 de abril | Trofeo Villa de Madrid Madrid, España Series Mundiales 775,000$ Tierra batida                                        | Tomás Carbonell Carlos Costa 7–6, 6–2   | Luke Jensen Scott Melville          | Emilio Sánchez Vicario Tomás Carbonell | Àlex Corretja Carlos Costa Jordi Burillo Franco Davín                 |

### Mayo
| Semana                | Torneo | Campeones                                        | Finalistas                         | Semifinalistas                         | Cuartos de final                                                         |
| --------------------- | --- | ------------------------------------------------ | ---------------------------------- | -------------------------------------- | ------------------------------------------------------------------------ |
| 3 de mayo             | Masters de Hamburgo Hamburgo, Alemania Super 9 1,450,000$ Tierra batida                                                | Michael Stich 6–3, 6–7(1–7), 7–6(9–7), 6–4       | Andrei Chesnokov                   | Emilio Sánchez Vicario Bernd Karbacher | Richard Krajicek Ivan Lendl Horacio de la Peña Magnus Gustafsson         |
| 3 de mayo             | Masters de Hamburgo Hamburgo, Alemania Super 9 1,450,000$ Tierra batida                                                | Paul Haarhuis Mark Koevermans 7–6, 6–4           | Grant Connell Patrick Galbraith    | Emilio Sánchez Vicario Bernd Karbacher | Richard Krajicek Ivan Lendl Horacio de la Peña Magnus Gustafsson         |
| 3 de mayo             | USTA Men's Clay Courts Tampa, Florida, Estados Unidos Series Mundiales 235,000$ Tierra batida                          | Jaime Yzaga 6–4, 6–2                             | Richard Fromberg                   | Patrick McEnroe Bryan Shelton          | Jeff Tarango Todd Martin David Wheaton Wally Masur                       |
| 3 de mayo             | USTA Men's Clay Courts Tampa, Florida, Estados Unidos Series Mundiales 235,000$ Tierra batida                          | Todd Martin Derrick Rostagno 6–3, 6–4            | Kelly Jones Jared Palmer           | Patrick McEnroe Bryan Shelton          | Jeff Tarango Todd Martin David Wheaton Wally Masur                       |
| 10 de mayo            | Abierto de Italia Roma, Italia ATP Championship Series de una semana 1,500,000$ Tierra Batida                          | Jim Courier 6–1, 6–2, 6–2                        | Goran Ivanišević                   | Pete Sampras Michael Chang             | Guillermo Pérez Roldán Marcelo Filippini Andrei Chesnokov Sergi Bruguera |
| 10 de mayo            | Abierto de Italia Roma, Italia ATP Championship Series de una semana 1,500,000$ Tierra Batida                          | Jacco Eltingh Paul Haarhuis 6–4, 7–6             | Wayne Ferreira Mark Kratzmann      | Pete Sampras Michael Chang             | Guillermo Pérez Roldán Marcelo Filippini Andrei Chesnokov Sergi Bruguera |
| 10 de mayo            | America's Red Clay Tennis Championships Coral Springs, Florida, Estados Unidos Series Mundiales 200,000$ Tierra batida | Todd Martin 6–3, 6–4                             | David Wheaton                      | Wally Masur Aaron Krickstein           | Patrick McEnroe Bryan Shelton Mikael Pernfors Alex O'Brien               |
| 10 de mayo            | America's Red Clay Tennis Championships Coral Springs, Florida, Estados Unidos Series Mundiales 200,000$ Tierra batida | Patrick McEnroe Jonathan Stark 6–4, 6–3          | Paul Annacone Doug Flach           | Wally Masur Aaron Krickstein           | Patrick McEnroe Bryan Shelton Mikael Pernfors Alex O'Brien               |
| 17 de mayo            | Copa Mundial por Equipos Düsseldorf, Alemania 1,550,000$ Tierra batida                                                 | Estados Unidos 3–0                               | Alemania                           |                                        |                                                                          |
| 17 de mayo            | Internazionali Cassa di Risparmio Bolonia, Italia Series Mundailes 275,000$ Tierra Batida                              | Jordi Burillo 7–6(7–4), 6–7(7–9), 6–1            | Andrei Cherkasov                   | Omar Camporese Claudio Pistolesi       | Wayne Ferreira Franco Davín Slava Doseděl Shuzo Matsuoka                 |
| 17 de mayo            | Internazionali Cassa di Risparmio Bolonia, Italia Series Mundailes 275,000$ Tierra Batida                              | Danie Visser Laurie Warder 4–6, 6–4, 6–4         | Luke Jensen Murphy Jensen          | Omar Camporese Claudio Pistolesi       | Wayne Ferreira Franco Davín Slava Doseděl Shuzo Matsuoka                 |
| 24 de mayo 6 de junio | Roland Garros París, Francia Grand Slam 4,162,280$ Tierra Batida                                                       | Sergi Bruguera 6–4, 2–6, 6–2, 3–6, 6–3           | Jim Courier                        | Andrei Medvedev Richard Krajicek       | Pete Sampras Stefan Edberg Karel Nováček Goran Prpić                     |
| 24 de mayo 6 de junio | Roland Garros París, Francia Grand Slam 4,162,280$ Tierra Batida                                                       | Luke Jensen Murphy Jensen 6–4, 6–7, 6–4          | Marc-Kevin Goellner David Prinosil | Andrei Medvedev Richard Krajicek       | Pete Sampras Stefan Edberg Karel Nováček Goran Prpić                     |
| 24 de mayo 6 de junio | Roland Garros París, Francia Grand Slam 4,162,280$ Tierra Batida                                                       | Eugenia Maniokova Andrei Olhovskiy 6–2, 4–6, 6–4 | Elna Reinach Danie Visser          | Andrei Medvedev Richard Krajicek       | Pete Sampras Stefan Edberg Karel Nováček Goran Prpić                     |

### Junio
| Semana                 | Torneo                                                                                             | Campeones                                    | Finalistas                                                   | Semifinalistas                      | Cuartos de final                                                             |
| ---------------------- | -------------------------------------------------------------------------------------------------- | -------------------------------------------- | ------------------------------------------------------------ | ----------------------------------- | ---------------------------------------------------------------------------- |
| 7 de junio             | Continental Grass Court Championship Rosmalen, Países Bajos Series Mundiales 275,000$ Hierba       | Arnaud Boetsch 3–6, 6–3, 6–3                 | Wally Masur                                                  | Alexander Volkov MaliVai Washington | Gianluca Pozzi Henrik Holm Cédric Pioline Richard Krajicek                   |
| 7 de junio             | Continental Grass Court Championship Rosmalen, Países Bajos Series Mundiales 275,000$ Hierba       | Patrick McEnroe Jonathan Stark 7–6, 1–6, 6–4 | David Adams Andrei Olhovskiy                                 | Alexander Volkov MaliVai Washington | Gianluca Pozzi Henrik Holm Cédric Pioline Richard Krajicek                   |
| 7 de junio             | Torneo Internazionali "Citta di Firenze" Florencia, Italia Series Mundiales 275,500$ Tierra batida | Thomas Muster 6–1, 7–5                       | Jordi Burillo                                                | Àlex Corretja Ronald Agénor         | Filip Dewulf Guillermo Pérez Roldán Magnus Gustafsson Emilio Sánchez Vicario |
| 7 de junio             | Torneo Internazionali "Citta di Firenze" Florencia, Italia Series Mundiales 275,500$ Tierra batida | Tomás Carbonell Libor Pimek 7–6, 2–6, 6–1    | Mark Koevermans Greg Van Emburgh                             | Àlex Corretja Ronald Agénor         | Filip Dewulf Guillermo Pérez Roldán Magnus Gustafsson Emilio Sánchez Vicario |
| 7 de junio             | Stella Artois Championships Londres, Gran Bretaña Series Mundiales ATP 600,000$ Hierba             | Michael Stich 6–3, 6–4                       | Wayne Ferreira                                               | Todd Martin Jamie Morgan            | Marc-Kevin Goellner David Witt Boris Becker Stefan Edberg                    |
| 7 de junio             | Stella Artois Championships Londres, Gran Bretaña Series Mundiales ATP 600,000$ Hierba             | Todd Woodbridge Mark Woodforde 6–4, 6–7, 6–3 | Neil Broad Gary Muller                                       | Todd Martin Jamie Morgan            | Marc-Kevin Goellner David Witt Boris Becker Stefan Edberg                    |
| 14 de junio            | Hypo Group Tennis International Génova, Italia Series Mundiales $275,000 Tierra batida             | Francisco Clavet Javier Sánchez Vicario      | Tomás Carbonell Claudio Pistolesi Carlos Costa Ronald Agénor |                                     |                                                                              |
| 14 de junio            | Hypo Group Tennis International Génova, Italia Series Mundiales $275,000 Tierra batida             | Sergio Casal Emilio Sánchez Vicario 6–3, 7–6 | Tomás Carbonell Claudio Pistolesi Carlos Costa Ronald Agénor | Mark Koevermans Greg Van Emburgh    |                                                                              |
| 14 de junio            | Abierto Gerry Weber Halle, Almania Series Mundiales 275,000$ Hierba                                | Henri Leconte 6–2, 6–3                       | Andrei Medvedev                                              | Jonathan Stark Petr Korda           | Jonas Svensson Hendrik Dreekmann Richey Reneberg Karsten Braasch             |
| 14 de junio            | Abierto Gerry Weber Halle, Almania Series Mundiales 275,000$ Hierba                                | Petr Korda Cyril Suk 7–6, 5–7, 6–3           | Mike Bauer Marc-Kevin Goellner                               | Jonathan Stark Petr Korda           | Jonas Svensson Hendrik Dreekmann Richey Reneberg Karsten Braasch             |
| 14 de junio            | Abierto de Manchester Manchester, Gran Bretaña Series Mundiales ATP 275 000$ Hierba                | Jason Stoltenberg 6–1, 6–3                   | Wally Masur                                                  | Stephane Simian Henrik Holm         | Jacco Eltingh Cédric Pioline Jeremy Bates Guillaume Raoux                    |
| 14 de junio            | Abierto de Manchester Manchester, Gran Bretaña Series Mundiales ATP 275 000$ Hierba                | Ken Flach Rick Leach 6–4, 6–1                | Stefan Kruger Glenn Michibata                                | Stephane Simian Henrik Holm         | Jacco Eltingh Cédric Pioline Jeremy Bates Guillaume Raoux                    |
| 21 de junio 4 de julio | Torneo de Wimbledon Londres, Gran Bretaña Grand Slam 3,592,425$ Hierba                             | Pete Sampras 7–6(7–3), 7–6(8–6), 3–6, 6–3    | Jim Courier                                                  | Boris Becker Stefan Edberg          | Andre Agassi Michael Stich Todd Martin Cédric Pioline                        |
| 21 de junio 4 de julio | Torneo de Wimbledon Londres, Gran Bretaña Grand Slam 3,592,425$ Hierba                             | Todd Woodbridge Mark Woodforde 7–6, 6–3, 7–6 | Grant Connell Patrick Galbraith                              | Boris Becker Stefan Edberg          | Andre Agassi Michael Stich Todd Martin Cédric Pioline                        |
| 21 de junio 4 de julio | Torneo de Wimbledon Londres, Gran Bretaña Grand Slam 3,592,425$ Hierba                             | Martina Navratilova Mark Woodforde 6–3, 6–4  | Manon Bollegraf Tom Nijssen                                  | Boris Becker Stefan Edberg          | Andre Agassi Michael Stich Todd Martin Cédric Pioline                        |

### Julio
| Semana      | Torneo | Campeones                                                                        | Finalistas                                                                    | Semifinalistas                          | Cuartos de final                                                      |
| ----------- | --- | -------------------------------------------------------------------------------- | ----------------------------------------------------------------------------- | --------------------------------------- | --------------------------------------------------------------------- |
| 5 de julio  | Abierto Investor de Båstad Bastad, Suecia Series Mundiales ATP 235,000$ Tierra Batida                                                                 | Horst Skoff 7–5, 1–6, 6–0                                                        | Ronald Agénor                                                                 | Christian Bergström Magnus Larsson      | Nicklas Kulti Marcos Aurelio Gorriz Richard Fromberg Tomás Carbonell  |
| 5 de julio  | Abierto Investor de Båstad Bastad, Suecia Series Mundiales ATP 235,000$ Tierra Batida                                                                 | Henrik Holm Anders Järryd 6–1, 3–6, 6–3                                          | Brian Devening Tomas Nydahl                                                   | Christian Bergström Magnus Larsson      | Nicklas Kulti Marcos Aurelio Gorriz Richard Fromberg Tomás Carbonell  |
| 5 de julio  | Abierto RADO Gstaad, Suiza Series Mundiales ATP 375,000$ Tierra Batida                                                                                | Sergi Bruguera 6–3, 6–4                                                          | Karel Nováček                                                                 | Marc-Kevin Goellner Thomas Muster       | Àlex Corretja Gérard Solvès Markus Naewie Jason Stoltenberg           |
| 5 de julio  | Abierto RADO Gstaad, Suiza Series Mundiales ATP 375,000$ Tierra Batida                                                                                | Cédric Pioline Marc Rosset 6–3, 3–6, 7–6                                         | Hendrik Jan Davids Piet Norval                                                | Marc-Kevin Goellner Thomas Muster       | Àlex Corretja Gérard Solvès Markus Naewie Jason Stoltenberg           |
| 5 de julio  | Miller Lite Hall of Fame Championships Newport, Estados Unidos Series Mundiales ATP 175,000$ Hierba                                                   | Greg Rusedski 7–5, 6–7(7–9), 7–6(7–5)                                            | Javier Frana                                                                  | Alex Antonitsch Luis Herrera            | Shuzo Matsuoka Grant Stafford Brian MacPhie Arne Thoms                |
| 5 de julio  | Miller Lite Hall of Fame Championships Newport, Estados Unidos Series Mundiales ATP 175,000$ Hierba                                                   | Javier Frana Christo van Rensburg 4–6, 6–1, 7–6                                  | Byron Black Jim Pugh                                                          | Alex Antonitsch Luis Herrera            | Shuzo Matsuoka Grant Stafford Brian MacPhie Arne Thoms                |
| 12 de julio | Cuartos de Copa Davis Florence, Italia - Tierra batida Cannes, Francia - Tierra batida La Haya, Países Bajos - Tierra batida Halle, Alemania - Hierba | Ganadores cuartos de final Australia 3-2 · India 3-2 · Suecia 4-1 · Alemania 4-1 | Perdedores Cuartos de final Italia · Francia · Países Bajos · República Checa |                                         |                                                                       |
| 19 de julio | Mercedes Cup Stuttgart, Alemania ATP Championship Series 915 000$ Tierra Batida                                                                       | Magnus Gustafsson 6–3, 6–4, 3–6, 4–6, 6–4                                        | Michael Stich                                                                 | Marc-Kevin Goellner Andrei Medvedev     | Marcos Ondruska Karel Nováček Javier Sánchez Vicario Andrei Chesnokov |
| 19 de julio | Mercedes Cup Stuttgart, Alemania ATP Championship Series 915 000$ Tierra Batida                                                                       | Tom Nijssen Cyril Suk 3–6, 6–2, 6–3                                              | Gary Muller Piet Norval                                                       | Marc-Kevin Goellner Andrei Medvedev     | Marcos Ondruska Karel Nováček Javier Sánchez Vicario Andrei Chesnokov |
| 19 de julio | Newsweek Tennis Classic Washington D.C., Estados Unidos Championship Series 500,000$ Dura                                                             | Amos Mansdorf 7–6(7–3), 7–5                                                      | Todd Martin                                                                   | Aaron Krickstein Richey Reneberg        | Shuzo Matsuoka Gianluca Pozzi MaliVai Washington Petr Korda           |
| 19 de julio | Newsweek Tennis Classic Washington D.C., Estados Unidos Championship Series 500,000$ Dura                                                             | Byron Black Rick Leach 6–4, 7–6                                                  | Grant Connell Patrick Galbraith                                               | Aaron Krickstein Richey Reneberg        | Shuzo Matsuoka Gianluca Pozzi MaliVai Washington Petr Korda           |
| 26 de julio | Matinée Ltd. Canadian Open Montreal, Canadá ATP Championship Series de una semana $1,400,000 Dura                                                     | Mikael Pernfors 2–6, 6–2, 7–5                                                    | Todd Martin                                                                   | Richey Reneberg Petr Korda              | Brett Steven Andre Agassi Ivan Lendl Alexander Volkov                 |
| 26 de julio | Matinée Ltd. Canadian Open Montreal, Canadá ATP Championship Series de una semana $1,400,000 Dura                                                     | Jim Courier Mark Knowles 6–1, 1–6, 7–6                                           | Glenn Michibata David Pate                                                    | Richey Reneberg Petr Korda              | Brett Steven Andre Agassi Ivan Lendl Alexander Volkov                 |
| 26 de julio | Abierto de Países Bajos Hilversum, Países Bajos Series Mundiales 235,000$ Tierra batida                                                               | Carlos Costa 6–1, 6–2, 6–3                                                       | Magnus Gustafsson                                                             | Richard Fromberg Javier Sánchez Vicario | Paul Haarhuis Francisco Clavet Thomas Muster Andrei Cherkasov         |
| 26 de julio | Abierto de Países Bajos Hilversum, Países Bajos Series Mundiales 235,000$ Tierra batida                                                               | Jacco Eltingh Paul Haarhuis 4–6, 6–2, 7–5                                        | Hendrik Jan Davids Libor Pimek                                                | Richard Fromberg Javier Sánchez Vicario | Paul Haarhuis Francisco Clavet Thomas Muster Andrei Cherkasov         |

### Agosto
| Semana                        | Torneo | Campeones                                        | Finalistas                         | Semifinalistas                     | Cuartos de final                                                            |
| ----------------------------- | --- | ------------------------------------------------ | ---------------------------------- | ---------------------------------- | --------------------------------------------------------------------------- |
| 2 de agosto                   | Volvo Tennis/Los Angeles Los Ángeles, Estados Unidos Series Mundiales ATP 275,000$ Dura                             | Richard Krajicek 0–6, 7–6(7–3), 7–6(7–5)         | Michael Chang                      | Pete Sampras Chuck Adams           | Patrick McEnroe Alexander Volkov Aaron Krickstein Michael Stich             |
| 2 de agosto                   | Volvo Tennis/Los Angeles Los Ángeles, Estados Unidos Series Mundiales ATP 275,000$ Dura                             | Wayne Ferreira Michael Stich 7–6(7–4), 7–6(7–5)  | Grant Connell Scott Davis          | Pete Sampras Chuck Adams           | Patrick McEnroe Alexander Volkov Aaron Krickstein Michael Stich             |
| 2 de agosto                   | Generali Open Kitzbühel, Austria Series Mundiales 375,000$ Tierra Batida                                            | Thomas Muster 6–3, 7–5, 6–4                      | Javier Sánchez Vicario             | Bernd Karbacher Andrei Medvedev    | Goran Ivanišević Andrea Gaudenzi Younes El Aynaoui Jan Siemerink            |
| 2 de agosto                   | Generali Open Kitzbühel, Austria Series Mundiales 375,000$ Tierra Batida                                            | Juan Garat Roberto Saad 7–6, 2–6, 6–3            | Marius Barnard Tom Mercer          | Bernd Karbacher Andrei Medvedev    | Goran Ivanišević Andrea Gaudenzi Younes El Aynaoui Jan Siemerink            |
| 2 de agosto                   | Skoda Czech Open Praga, República Checa ATP Series Mundiales 340,000$ Tierra Batida                                 | Sergi Bruguera 7–5, 6–4                          | Andrei Chesnokov                   | Andrei Cherkasov Magnus Gustafsson | Jordi Arrese Carlos Costa Paul Haarhuis Nicklas Kulti                       |
| 2 de agosto                   | Skoda Czech Open Praga, República Checa ATP Series Mundiales 340,000$ Tierra Batida                                 | Hendrik Jan Davids Libor Pimek 6–3, 7–6          | Jorge Lozano Jaime Oncins          | Andrei Cherkasov Magnus Gustafsson | Jordi Arrese Carlos Costa Paul Haarhuis Nicklas Kulti                       |
| 9 de agosto                   | Thriftway ATP Championships Mason, EE. UU. ATP Super 9 1,400,000$ Dura                                              | Michael Chang 7–5, 0–6, 6–4                      | Stefan Edberg                      | Pete Sampras Andre Agassi          | Steve Bryan Brad Gilbert Michael Stich Jason Stoltenberg                    |
| 9 de agosto                   | Thriftway ATP Championships Mason, EE. UU. ATP Super 9 1,400,000$ Dura                                              | Andre Agassi Petr Korda 6–4, 7–6                 | Stefan Edberg Henrik Holm          | Pete Sampras Andre Agassi          | Steve Bryan Brad Gilbert Michael Stich Jason Stoltenberg                    |
| 9 de agosto                   | Internazionali di Tennis di San Marino Ciudad de San Marino, San Marino Series Mundiales ATP 275,000$ Tierra Batida | Thomas Muster 7–5, 7–5                           | Renzo Furlan                       | David Rikl Andrea Gaudenzi         | Slava Doseděl José Francisco Altur Guillermo Pérez Roldán Younes El Aynaoui |
| 9 de agosto                   | Internazionali di Tennis di San Marino Ciudad de San Marino, San Marino Series Mundiales ATP 275,000$ Tierra Batida | Daniel Orsanic Olli Rahnasto 6–4, 1–6, 6–3       | Juan Garat Roberto Saad            | David Rikl Andrea Gaudenzi         | Slava Doseděl José Francisco Altur Guillermo Pérez Roldán Younes El Aynaoui |
| 16 de agosto                  | RCA Championships Indianápolis, Estados Unidos Championship Series 915 000$ Dura                                    | Jim Courier 7–5, 6–3                             | Boris Becker                       | Patrick Rafter Luiz Mattar         | Pete Sampras Richey Reneberg Jimmy Arias Cédric Pioline                     |
| 16 de agosto                  | RCA Championships Indianápolis, Estados Unidos Championship Series 915 000$ Dura                                    | Scott Davis Todd Martin 3–6, 6–3, 6–2            | Ken Flach Rick Leach               | Patrick Rafter Luiz Mattar         | Pete Sampras Richey Reneberg Jimmy Arias Cédric Pioline                     |
| 16 de agosto                  | Volvo International New Haven, EE. UU. ATP Championship Series 915 000$ Dura                                        | Andrei Medvedev 7–5, 6–4                         | Petr Korda                         | Byron Black Andre Agassi           | Mark Woodforde Stefano Pescosolido Jonas Svensson Ivan Lendl                |
| 16 de agosto                  | Volvo International New Haven, EE. UU. ATP Championship Series 915 000$ Dura                                        | Cyril Suk Daniel Vacek 7–5, 6–4                  | Steve DeVries David Macpherson     | Byron Black Andre Agassi           | Mark Woodforde Stefano Pescosolido Jonas Svensson Ivan Lendl                |
| 23 de agosto                  | Waldbaum's Hamlet Cup Long Island, EE. UU. Series Mundiales 275,000$ Dura                                           | Marc Rosset 6–4, 3–6, 6–1                        | Michael Chang                      | Stefan Edberg Goran Ivanišević     | Alexander Volkov Sergi Bruguera Cédric Pioline Luiz Mattar                  |
| 23 de agosto                  | Waldbaum's Hamlet Cup Long Island, EE. UU. Series Mundiales 275,000$ Dura                                           | Marc-Kevin Goellner David Prinosil 6–7, 7–5, 6–2 | Arnaud Boetsch Olivier Delaître    | Stefan Edberg Goran Ivanišević     | Alexander Volkov Sergi Bruguera Cédric Pioline Luiz Mattar                  |
| 23 de agosto                  | OTB International Schenectady, Nueva York, USA Series Mundiales 175,000$ Dura                                       | Thomas Enqvist 4–6, 6–3, 7–6(7–0)                | Brett Steven                       | Carlos Costa Karel Nováček         | Ivan Lendl Richard Fromberg Javier Sánchez Vicario Mikael Pernfors          |
| 23 de agosto                  | OTB International Schenectady, Nueva York, USA Series Mundiales 175,000$ Dura                                       | Bernd Karbacher Andrei Olhovskiy 2–6, 7–6, 6–1   | Byron Black Brett Steven           | Carlos Costa Karel Nováček         | Ivan Lendl Richard Fromberg Javier Sánchez Vicario Mikael Pernfors          |
| 23 de agosto                  | Campeonato Internacional de Croacia Umag, Croacia Series Mundiales ATP 275,000$ Tierra Batida                       | Thomas Muster 7–5, 3–6, 6–3                      | Alberto Berasategui                | Renzo Furlan Magnus Gustafsson     | Juan Gisbert-Schultze Guillermo Pérez Roldán Horst Skoff Gabriel Markus     |
| 23 de agosto                  | Campeonato Internacional de Croacia Umag, Croacia Series Mundiales ATP 275,000$ Tierra Batida                       | Filip Dewulf Tom Vanhoudt 6–4, 7–5               | Jordi Arrese Francisco Roig        | Renzo Furlan Magnus Gustafsson     | Juan Gisbert-Schultze Guillermo Pérez Roldán Horst Skoff Gabriel Markus     |
| 30 de agosto 12 de septiembre | Abierto de Estados Unidos Flushing, New York, Estados Unidos Grand Slam 4,000,000$ Dura                             | Pete Sampras 6–4, 6–4, 6–3                       | Cédric Pioline                     | Wally Masur Alexander Volkov       | Andrei Medvedev Magnus Larsson Thomas Muster Michael Chang                  |
| 30 de agosto 12 de septiembre | Abierto de Estados Unidos Flushing, New York, Estados Unidos Grand Slam 4,000,000$ Dura                             | Ken Flach Rick Leach 7–6, 6–4, 6–2               | Martin Damm Karel Nováček          | Wally Masur Alexander Volkov       | Andrei Medvedev Magnus Larsson Thomas Muster Michael Chang                  |
| 30 de agosto 12 de septiembre | Abierto de Estados Unidos Flushing, New York, Estados Unidos Grand Slam 4,000,000$ Dura                             | Helena Suková Todd Woodbridge 6–3, 7–6(8–6)      | Martina Navratilova Mark Woodforde | Wally Masur Alexander Volkov       | Andrei Medvedev Magnus Larsson Thomas Muster Michael Chang                  |

### Septiembre
| Semana           | Torneo                                                                                       | Campeones                                              | Finalistas                                | Semifinalistas                         | Cuartos de final                                                 |
| ---------------- | -------------------------------------------------------------------------------------------- | ------------------------------------------------------ | ----------------------------------------- | -------------------------------------- | ---------------------------------------------------------------- |
| 13 de septiembre | Grand Prix Passing Shot Burdeos, Francia Series Mundailes 330,000$ Tierra batida             | Sergi Bruguera 7–5, 6–2                                | Diego Nargiso                             | Arnaud Boetsch Marc Rosset             | Thomas Enqvist Javier Frana Javier Sánchez Vicario Libor Němeček |
| 13 de septiembre | Grand Prix Passing Shot Burdeos, Francia Series Mundailes 330,000$ Tierra batida             | Pablo Albano Javier Frana 7–6, 4–6, 6–3                | David Adams Andrei Olhovskiy              | Arnaud Boetsch Marc Rosset             | Thomas Enqvist Javier Frana Javier Sánchez Vicario Libor Němeček |
| 13 de septiembre | Abierto de Rumanía Bucarest, Rumanía Series Mundiales ATP 500,000$ Tierra Batida             | Goran Ivanišević 6–2, 7–6(7–5)                         | Andrei Cherkasov                          | Guillermo Pérez Roldán Andrea Gaudenzi | Dinu Pescariu Magnus Gustafsson Francisco Clavet Tomas Nydahl    |
| 13 de septiembre | Abierto de Rumanía Bucarest, Rumanía Series Mundiales ATP 500,000$ Tierra Batida             | Menno Oosting Libor Pimek 7–6, 7–6                     | George Cosac Ciprian Petre Porumb         | Guillermo Pérez Roldán Andrea Gaudenzi | Dinu Pescariu Magnus Gustafsson Francisco Clavet Tomas Nydahl    |
| 20 de septiembre | Copa Davis Semifinales Chandigarh, India - Hierba Borlänge, Suecia - Tierra batida           | Ganadores de la semifinal Australia 5-0 · Alemania 5-0 | Perdedores de la semifinal India · Suecia |                                        |                                                                  |
| 27 de septiembre | Davidoff Swiss Indoors Basilea, Suiza Series Mundiales ATP 775,000$ Dura                     | Michael Stich 6–4, 6–7(5–7), 6–3, 6–2                  | Stefan Edberg                             | Marc Rosset Martin Damm                | Amos Mansdorf David Prinosil Arnaud Boetsch Magnus Larsson       |
| 27 de septiembre | Byron Black Jonathan Stark 3–6, 7–5, 6–3                                                     | Brad Pearce Dave Randall                               |                                           | Marc Rosset Martin Damm                | Amos Mansdorf David Prinosil Arnaud Boetsch Magnus Larsson       |
| 27 de septiembre | Campionati Internazionali di Sicilia Palermo, Italia Series Mundiales 290,000$ Tierra batida | Thomas Muster 7–6(7–2), 7–5                            | Sergi Bruguera                            | Federico Sánchez Andrea Gaudenzi       | Frédéric Fontang Carlos Costa Àlex Corretja Luiz Mattar          |
| 27 de septiembre | Campionati Internazionali di Sicilia Palermo, Italia Series Mundiales 290,000$ Tierra batida | Sergio Casal Emilio Sánchez Vicario 6–3, 6–3           | Juan Garat Jorge Lozano                   | Federico Sánchez Andrea Gaudenzi       | Frédéric Fontang Carlos Costa Àlex Corretja Luiz Mattar          |
| 27 de septiembre | Salem Open Kuala Lumpur Kuala Lumpur, Malasia Series Mundiales 275,000$ Dura                 | Michael Chang 6–0 6–4                                  | Jonas Svensson                            | Neil Borwick Grant Stafford            | Jacco Eltingh Jeremy Bates Alex Antonitsch Jonas Björkman        |
| 27 de septiembre | Salem Open Kuala Lumpur Kuala Lumpur, Malasia Series Mundiales 275,000$ Dura                 | Jacco Eltingh Paul Haarhuis 7–5, 4–6, 7–6              | Jonas Björkman Lars-Anders Wahlgren       | Neil Borwick Grant Stafford            | Jacco Eltingh Jeremy Bates Alex Antonitsch Jonas Björkman        |

### Octubre
| Semana        | Torneo                                                                                         | Campeones                                     | Finalistas                          | Semifinalistas                            | Cuartos de final                                                  |
| ------------- | ---------------------------------------------------------------------------------------------- | --------------------------------------------- | ----------------------------------- | ----------------------------------------- | ----------------------------------------------------------------- |
| 4 de octubre  | Internacional de Atenas Atenas, Greca Series Mundiales 175,000$ Tierra batida                  | Jordi Arrese 6–4, 3–6, 6–3                    | Alberto Berasategui                 | Javier Sánchez Vicario Horacio de la Peña | Andrea Gaudenzi Renzo Furlan Stefano Pescosolido Gilbert Schaller |
| 4 de octubre  | Internacional de Atenas Atenas, Greca Series Mundiales 175,000$ Tierra batida                  | Horacio de la Peña Jorge Lozano 3–6, 6–1, 6–2 | Royce Deppe John Sullivan           | Javier Sánchez Vicario Horacio de la Peña | Andrea Gaudenzi Renzo Furlan Stefano Pescosolido Gilbert Schaller |
| 4 de octubre  | Gran Premio de Tenis de Toulousse Toulousse, Francia Series Mundiales ATP 375,000$ Dura        | Jaime Yzaga 6–2, 4–6, 7–6(7–4) 7–6(9–7)       | Petr Korda                          | Goran Ivanišević Wayne Ferreira           | Jim Courier Mikael Pernfors Mark Woodforde Jonathan Canter        |
| 4 de octubre  | Gran Premio de Tenis de Toulousse Toulousse, Francia Series Mundiales ATP 375,000$ Dura        | Patrick McEnroe Richey Reneberg 6–3, 7–5      | Alexander Mronz Lars Rehmann        | Goran Ivanišević Wayne Ferreira           | Jim Courier Mikael Pernfors Mark Woodforde Jonathan Canter        |
| 4 de octubre  | Australian Indoor Tennis Championships Sydney, Australia ATP Championship Series 875,000$ Dura | Richard Krajicek 7–6(7–5), 7–6(9–7), 2–6, 6–3 | Boris Becker                        | Patrick Rafter Mark Woodforde             | Jeff Tarango Aaron Krickstein Nicklas Kulti Jonathan Stark        |
| 4 de octubre  | Australian Indoor Tennis Championships Sydney, Australia ATP Championship Series 875,000$ Dura | Jacco Eltingh Paul Haarhuis 6–4, 7–6          | Byron Black Jonathan Stark          | Patrick Rafter Mark Woodforde             | Jeff Tarango Aaron Krickstein Nicklas Kulti Jonathan Stark        |
| 11 de octubre | Tokyo Indoor Toquio, Japón ATP Championship Series 875,000$ Moqueta                            | Ivan Lendl 6–4, 6–4                           | Todd Martin                         | Greg Rusedski Paul Haarhuis               | Stefan Edberg Michael Chang Andrei Medvedev Boris Becker          |
| 11 de octubre | Tokyo Indoor Toquio, Japón ATP Championship Series 875,000$ Moqueta                            | Grant Connell Patrick Galbraith 7–5, 6–3      | Luke Jensen Murphy Jensen           | Greg Rusedski Paul Haarhuis               | Stefan Edberg Michael Chang Andrei Medvedev Boris Becker          |
| 11 de octubre | Torneo de Tel Aviv Tel Aviv, Israel Series Mundiales 175,000$ Dura                             | Stefano Pescosolido 7–6(7–5), 7–5             | Amos Mansdorf                       | Thomas Muster Andrei Cherkasov            | Gilad Bloom Javier Sánchez Vicario Andrea Gaudenzi Grant Stafford |
| 11 de octubre | Torneo de Tel Aviv Tel Aviv, Israel Series Mundiales 175,000$ Dura                             | Sergio Casal Emilio Sánchez Vicario 6–4, 6–4  | Mike Bauer David Rikl               | Thomas Muster Andrei Cherkasov            | Gilad Bloom Javier Sánchez Vicario Andrea Gaudenzi Grant Stafford |
| 11 de octubre | ATP Bolzano Bolzano, Italia Series Mundiales 290,000$ Moqueta                                  | Jonathan Stark 6–3, 6–2                       | Cédric Pioline                      | Olivier Delaître Andrei Olhovskiy         | David Prinosil Thomas Gollwitzer Thomas Johansson Tom Nijssen     |
| 11 de octubre | ATP Bolzano Bolzano, Italia Series Mundiales 290,000$ Moqueta                                  | Hendrik Jan Davids Piet Norval 6–3, 6–2       | David Adams Andrei Olhovskiy        | Olivier Delaître Andrei Olhovskiy         | David Prinosil Thomas Gollwitzer Thomas Johansson Tom Nijssen     |
| 18 de octubre | Grand Prix de Tennis de Lyon Lyon, Francia Series Mundiales 575,000$ Moqueta                   | Pete Sampras 7–6(7–5), 1–6, 7–5               | Cédric Pioline                      | Jakob Hlasek Richard Fromberg             | Stephane Simian Arnaud Boetsch Martin Damm Lionel Barthez         |
| 18 de octubre | Grand Prix de Tennis de Lyon Lyon, Francia Series Mundiales 575,000$ Moqueta                   | Gary Muller Danie Visser 6–3, 7–6             | John-Laffnie de Jager Stefan Kruger | Jakob Hlasek Richard Fromberg             | Stephane Simian Arnaud Boetsch Martin Damm Lionel Barthez         |
| 18 de octubre | CA-TennisTrophy Viena, Austria ATP Championship Series 275,000$ Moqueta                        | Goran Ivanišević 4–6, 6–4, 6–4, 7–6(7–3)      | Thomas Muster                       | Thomas Enqvist Petr Korda                 | Jan Siemerink Richey Reneberg Marc Rosset Byron Black             |
| 18 de octubre | CA-TennisTrophy Viena, Austria ATP Championship Series 275,000$ Moqueta                        | Byron Black Jonathan Stark 6–3, 7–6           | Mike Bauer David Prinosil           | Thomas Enqvist Petr Korda                 | Jan Siemerink Richey Reneberg Marc Rosset Byron Black             |
| 18 de octubre | Nokia Open Pekín, China Series Mundiales 275,000$ Moqueta                                      | Michael Chang 7–6(7–5), 6–7(6–8), 6–4         | Greg Rusedski                       | Tommy Ho Brad Gilbert                     | Christian Bergström Chuck Adams Jonas Svensson Magnus Gustafsson  |
| 18 de octubre | Nokia Open Pekín, China Series Mundiales 275,000$ Moqueta                                      | Paul Annacone Doug Flach 7–6, 6–3             | Jacco Eltingh Paul Haarhuis         | Tommy Ho Brad Gilbert                     | Christian Bergström Chuck Adams Jonas Svensson Magnus Gustafsson  |
| 25 de octubre | Abierto de Estocolmo Estocolmo, Suecia Series Mundiales ATP 1,400,000$ Moqueta                 | Michael Stich 4–6, 7–6(8–6) 7–6(7–3), 6–2     | Goran Ivanišević                    | MaliVai Washington Marc Rosset            | Arnaud Boetsch Jonas Svensson Stefan Edberg Petr Korda            |
| 25 de octubre | Abierto de Estocolmo Estocolmo, Suecia Series Mundiales ATP 1,400,000$ Moqueta                 | Todd Woodbridge Mark Woodforde 7–6, 5–7, 7–6  | Gary Muller Danie Visser            | MaliVai Washington Marc Rosset            | Arnaud Boetsch Jonas Svensson Stefan Edberg Petr Korda            |
| 25 de octubre | Hellmann's Cup Santiago, Chile Series Mundiales 200,000$ Tierra batida                         | Javier Frana 7–5, 3–6, 6–3                    | Emilio Sánchez Vicario              | Jaime Yzaga Marcelo Filippini             | Renzo Furlan Albert Costa Horacio de la Peña Jordi Burillo        |
| 25 de octubre | Hellmann's Cup Santiago, Chile Series Mundiales 200,000$ Tierra batida                         | Mike Bauer David Rikl 7–6, 6–4                | Christer Allgårdh Brian Devening    | Jaime Yzaga Marcelo Filippini             | Renzo Furlan Albert Costa Horacio de la Peña Jordi Burillo        |

### Noviembre
| Semana          | Torneo | Campeones                                           | Finalistas                            | Semifinalistas                                                   | Cuartos de final                                                         |
| --------------- | --- | --------------------------------------------------- | ------------------------------------- | ---------------------------------------------------------------- | ------------------------------------------------------------------------ |
| 1 de noviembre  | Masters de París París, Francia ATP Championship Series de una semana 1,915,000$ Moqueta                   | Goran Ivanišević 6–4, 6–2, 7–6(7–2)                 | Andrei Medvedev                       | Stefan Edberg Arnaud Boetsch                                     | Pete Sampras Michael Stich Boris Becker Mark Woodforde                   |
| 1 de noviembre  | Masters de París París, Francia ATP Championship Series de una semana 1,915,000$ Moqueta                   | Byron Black Jonathan Stark 7–6, 6–4                 | Tom Nijssen Cyril Suk                 | Stefan Edberg Arnaud Boetsch                                     | Pete Sampras Michael Stich Boris Becker Mark Woodforde                   |
| 1 de noviembre  | Abierto Sul America São Paulo, Brasil Series Mundiales 175,000$ Tierra batida                              | Alberto Berasategui 6–4, 6–3                        | Slava Doseděl                         | Àlex Corretja Jordi Arrese                                       | Francisco Clavet Younes El Aynaoui Gilbert Schaller Fernando Meligeni    |
| 1 de noviembre  | Abierto Sul America São Paulo, Brasil Series Mundiales 175,000$ Tierra batida                              | Sergio Casal Emilio Sánchez Vicario' 4–6, 7–6, 6–4  | Pablo Albano Javier Frana             | Àlex Corretja Jordi Arrese                                       | Francisco Clavet Younes El Aynaoui Gilbert Schaller Fernando Meligeni    |
| 8 de noviembre  | Abierto Topper de Sudamérica Buenos Aires, Argentina Series Mundiales 275,000$ Tierra batida               | Carlos Costa 3–6, 6–1, 6–4                          | Alberto Berasategui                   | Jordi Arrese Javier Frana                                        | Younes El Aynaoui Gilbert Schaller Emilio Sánchez Vicario Daniel Orsanic |
| 8 de noviembre  | Abierto Topper de Sudamérica Buenos Aires, Argentina Series Mundiales 275,000$ Tierra batida               | Tomás Carbonell Carlos Costa 6–4, 6–4               | Sergio Casal Emilio Sánchez Vicario   | Jordi Arrese Javier Frana                                        | Younes El Aynaoui Gilbert Schaller Emilio Sánchez Vicario Daniel Orsanic |
| 8 de noviembre  | Campeonato de la Comunidad Europea Antwerp, Bélgica ATP Series Mundiales 1,085,000$ Moqueta                | Pete Sampras 6–1, 6–4                               | Magnus Gustafsson                     | Cédric Pioline Boris Becker                                      | Nicklas Kulti Goran Ivanišević Magnus Larsson Michael Stich              |
| 8 de noviembre  | Campeonato de la Comunidad Europea Antwerp, Bélgica ATP Series Mundiales 1,085,000$ Moqueta                | Grant Connell Patrick Galbraith 6–3, 7–6            | Wayne Ferreira Javier Sánchez Vicario | Cédric Pioline Boris Becker                                      | Nicklas Kulti Goran Ivanišević Magnus Larsson Michael Stich              |
| 8 de noviembre  | Copa Kremlin Moscú, Rusia Series Mundiales 325,000$ Moqueta                                                | Marc Rosset 6–4, 6–3                                | Patrik Kühnen                         | Dimitri Poliakov Karsten Braasch                                 | Paul Haarhuis Martin Damm Andrei Olhovskiy Andrei Merinov                |
| 8 de noviembre  | Copa Kremlin Moscú, Rusia Series Mundiales 325,000$ Moqueta                                                | Jacco Eltingh Paul Haarhuis 6–1 ret                 | Jan Apell Jonas Björkman              | Dimitri Poliakov Karsten Braasch                                 | Paul Haarhuis Martin Damm Andrei Olhovskiy Andrei Merinov                |
| 15 de noviembre | Campeonato Mundial ATP Tour individual Frankfurt, Alemania ATP Tour World Championships 2,750,000$ Moqueta | Michael Stich 7–6(7–3), 2–6, 7–6(9–7), 6–2          | Pete Sampras                          | Andrei Medvedev Goran Ivanišević                                 | Sergi Bruguera Stefan Edberg Michael Chang Jim Courier                   |
| 22 de noviembre | Campeonato Mundial ATP Tour de dobles Jakarta, Indonesia ATP Tour World Championships 1,200,000$ Dura      | Jacco Eltingh Paul Haarhuis 7–6(7–4), 7–6(7–5), 6–4 | Todd Woodbridge Mark Woodforde        | Grant Connell / Patrick Galbraith David Adams / Andrei Olhovskiy | Grant Connell / Patrick Galbraith David Adams / Andrei Olhovskiy         |
| 28 de noviembre | Copa Davis Final Düsseldorf, Alemania - Tierra batida                                                      | Alemania · 4–1                                      | Australia                             |                                                                  |                                                                          |

### Diciembre
| Semana         | Torneo                                                                  | Campeones                                | Finalistas    | Semifinalistas             | Cuartos de final                                         |
| -------------- | ----------------------------------------------------------------------- | ---------------------------------------- | ------------- | -------------------------- | -------------------------------------------------------- |
| 6 de diciembre | Grand Slam Cup Múnich, Alemania Copa Grand Slam(ITF) 6,000,000$ Moqueta | Petr Korda 2–6, 6–4, 7–6(7–5), 2–6, 11–9 | Michael Stich | Pete Sampras Stefan Edberg | Michael Chang Sergi Bruguera Brett Steven Wayne Ferreira |